# Ziad Jarrah
Ziad Samir Jarrah (tiếng Ả Rập: زياد سمير جراح, Ziyād Samīr Jarrāḥ; 11 tháng 5 năm 1975 - 11 tháng 9 năm 2001) là một thành viên của al-Qaeda và là một trong những không tặc trong vụ tấn công ngày 11 tháng 9. Jarrah là phi công không tặc của chuyến bay 93 của United Airlines, đâm máy bay xuống cánh đồng ở một vùng nông thôn gần Shanksville, Pennsylvania - sau một cuộc nổi dậy của hành khách - như một phần của các cuộc tấn công phối hợp ngày 11/9.[a]
Sau khi được nuôi dạy trong một gia đình giàu có và theo chủ nghĩa thế tục, Jarrah chuyển đến Đức vào năm 1996. Jarrah tham gia vào việc lập kế hoạch cho vụ tấn công ngày 11 tháng 9 khi đang theo học tại Đại học Khoa học Ứng dụng Hamburg (HAW) vào cuối những năm 1990, gặp Mohamed Atta, Marwan al-Shehhi và Ramzi bin al-Shibh, thành lập khu vực mà ngày nay được gọi là phòng Hamburg. Jarrah được Osama bin Laden tuyển dụng cho các vụ tấn công năm 1999. Là người duy nhất trong số những tên không tặc, anh ta gần gũi với gia đình và bạn gái của mình. Jarrah được cho là không tặc duy nhất có chút lo ngại về việc thực hiện các cuộc tấn công.
Jarrah đến Hoa Kỳ vào tháng 6 năm 2000 và được đào tạo phi công tại Huffman Aviation cùng với Atta và Al-Shehhi với người hướng dẫn bay Rudi Dekkers từ tháng 6 năm 2000 đến tháng 1 năm 2001, sau khi chuyển đến Florida từ New Jersey.
Vào ngày 7 tháng 9 năm 2001, Jarrah bay từ Fort Lauderdale đến Newark. Bốn ngày sau, Jarrah lên chuyến bay 93 của United Airlines và được cho là đã đảm nhận vai trò phi công của chiếc máy bay này cùng với nhóm không tặc bao gồm Saeed al-Ghamdi, Ahmed al-Nami và Ahmed al-Haznawi, và họ đã cố gắng lao máy bay này vào Điện Capitol của Hoa Kỳ hoặc Nhà Trắng, nhưng đã bị cản trở khi các hành khách bắt đầu cuộc nổi dậy chống lại nhóm không tặc và khiến máy bay lao xuống cánh đồng ở Pennsylvania.[b]